# Ljoedmila Aleksejeva

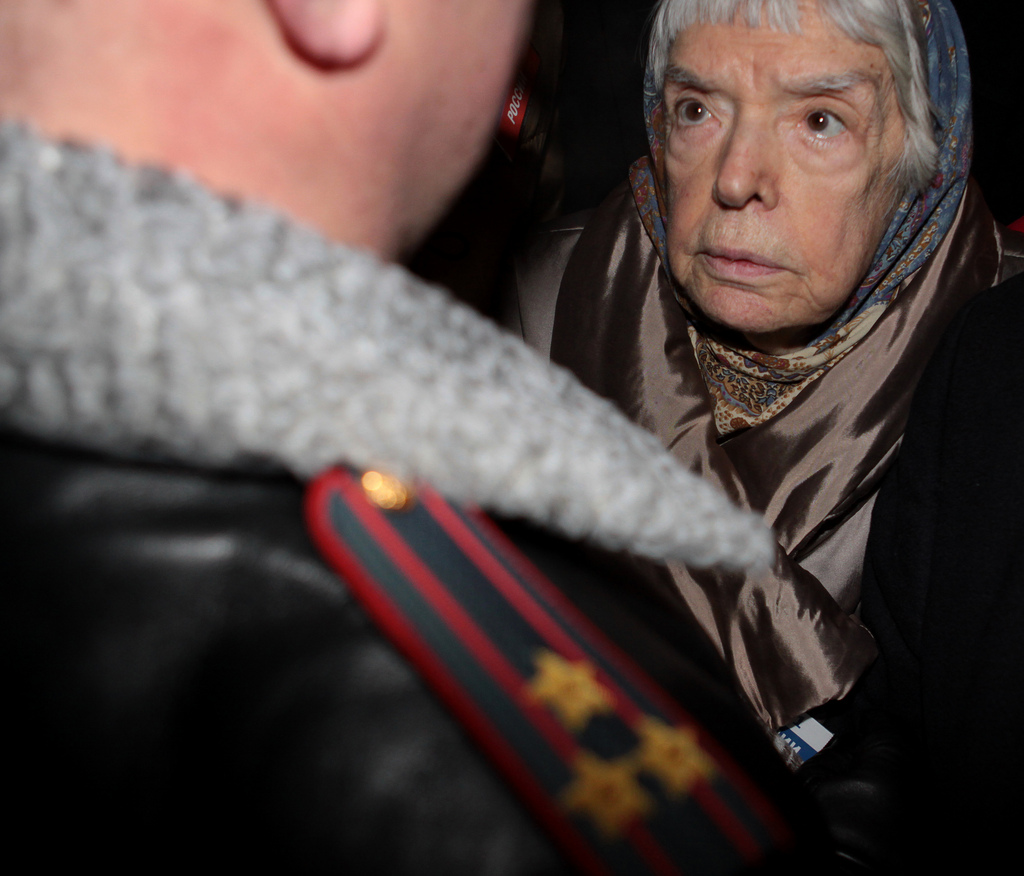
Aleksejeva tijdens een demonstratie in 2010

Ljoedmila Michailovna Aleksejeva (Russisch: Людмила Михайловна Алексеева) (Jevpatorija, 20 juli 1927 – Moskou, 8 december 2018) was een Russische mensenrechtenactiviste.
Zij was voorzitter van de Moskou-Helsinki Groep die zij – samen met Andrej Sacharov – in 1989 oprichtte. In 2000 werd zij lid van de Russische Presidentiële Raad voor de Burgersamenleving en Mensenrechten.

## Levensloop
Tijdens het bewind van Jozef Stalin kwam Aleksejeva binnen de Communistische Partij met een klein groepje mensen, onder wie de latere nobelprijswinnaar Andrej Sacharov, op voor de vrijlating van politieke gevangenen in de Sovjet-Unie. In de jaren 60 en 70 nam haar activisme steeds serieuzere vormen aan, waardoor ze uit de Partij werd gezet en werd ontslagen bij de uitgeverij waar ze werkte. Ze ging door met schrijven over mensenrechten voor een clandestien tijdschrift. Aleksejeva ontving tijdens haar carrière meerdere doodsbedreigingen en ook haar eigen vrijheid kwam regelmatig in gevaar.
In 1977 werd Aleksejeva verbannen naar de VS, van waaruit ze doorging met haar werk voor de Moskou-Helsinki Groep, een toonaangevende Russische mensenrechtenorganisatie. Meermaals riep ze de Russische overheid op de mensenrechtensituatie in haar thuisland te verbeteren. Na het uiteenvallen van de Sovjet-Unie keerde ze terug naar Rusland. Ook toen Vladimir Poetin haar een plek in een adviescommissie gaf, bleef ze kritisch en pleitte ze voor een democratie op westerse leest.
In 2009 won zij met Memorial de Sacharovprijs. In datzelfde jaar werd zij opgepakt toen zij actie voerde ter verdediging van artikel 31 van de Russische grondwet, die juist vreedzame manifestaties toelaat.
President Poetin bracht haar een bezoek op haar negentigste verjaardag. Aleksejeva bleef tot haar dood actief.